# Milwaukee Bucks
De Milwaukee Bucks is een professioneel basketbalteam uit Milwaukee, Wisconsin, opgericht in 1968. Het team speelt in de Central Division van de Eastern Conference in de NBA. Het thuishonk van de Bucks is het Fiserv Forum. Milwaukee was tot 1955 de thuisbasis van een andere club die in de NBA uitkomt, de Hawks.

## Erelijst
Division Championships:
- 1971 Central Division Champions
- 1972 Central Division Champions
- 1973 Central Division Champions
- 1974 Central Division Champions
- 1976 Central Division Champions
- 1980 Central Division Champions
- 1981 Central Division Champions
- 1982 Central Division Champions
- 1983 Central Division Champions
- 1984 Central Division Champions
- 1985 Central Division Champions
- 1986 Central Division Champions
- 2001 Central Division Champions
- 2019 Central Division Champions
- 2020 Central Division Champions
- 2021 Central Division Champions

Conference Championships:
- 1971 Eastern Conference Champions
- 1974 Eastern Conference Champions
- 2021 Eastern Conference Champions

NBA Championships:
- 1971 NBA Champions
- 2021 NBA Champions

- NBA Cup  (1x): 2024

## Bekende (oud-)spelers
- Kareem Abdul-Jabbar (1969-1975)
- Ray Allen (1996-2003)
- Giannis Antetokounmpo (2013-heden)
- Nate Archibald (1983-1984)
- Vin Baker (1993-1997)
- Andrew Bogut (2005-2012)
- Junior Bridgemann (1975-1987)
- Dave Cowens (1982-1983)
- Bob Dandridge (1977-1981)
- T.J. Ford (2003-2006)
- Marques Johnson (1977-1984)
- Bob Lanier (1980-1984)
- Moses Malone (1991-1993)
- Jon McGlocklin (1968-1976)
- Sidney Moncrief (1979-1989)
- Gary Payton (2003)
- Oscar Robertson (1970-1974)
- Brian Winters (1975-1983)

## Roster
- Grayson Allen G 8/10/1995 Duke
- Gainnis Antetokounmpo F 6/12/1994 Filathlitikos
- Thanasis Antetokounmpo F 18/7/1992 Filathlitikos
- Pat Connaughton G 6/1/1993 Notre Dame
- Donte DiVincenzo G 31/1/1997 Villanova
- George Hill G 4/5/1986 IUPUI
- Jrue Holiday G 12/6/1990 UCLA
- Rodney Hood G/F 20/10/1992 Duke
- Georgios Kalaitzakis F 2/1/1999 Panathinaikos
- Brook Lopez C 1/4/1988 Stanford
- Sandro Mamukelashvili F/C 23/5/1999 Seton Hall
- Khris Middelton F 12/8/1991 Texas A&M
- Jordan Nwora F 9/9/1998 Louisville
- Semi Ojeleye F 5/12/1994 Southern Methodist
- Bobby Portis F 10/2/1995 arkansas
- Justin Robinson G 12/10/1997 Virginia Tech